# Anopogammarus revazi
Anopogammarus revazi is een vlokreeftensoort uit de familie van de Typhlogammaridae. De wetenschappelijke naam van de soort is voor het eerst geldig gepubliceerd in 1970 door Birstein & Levuschkin.